# Bitwa pod Dubrowną

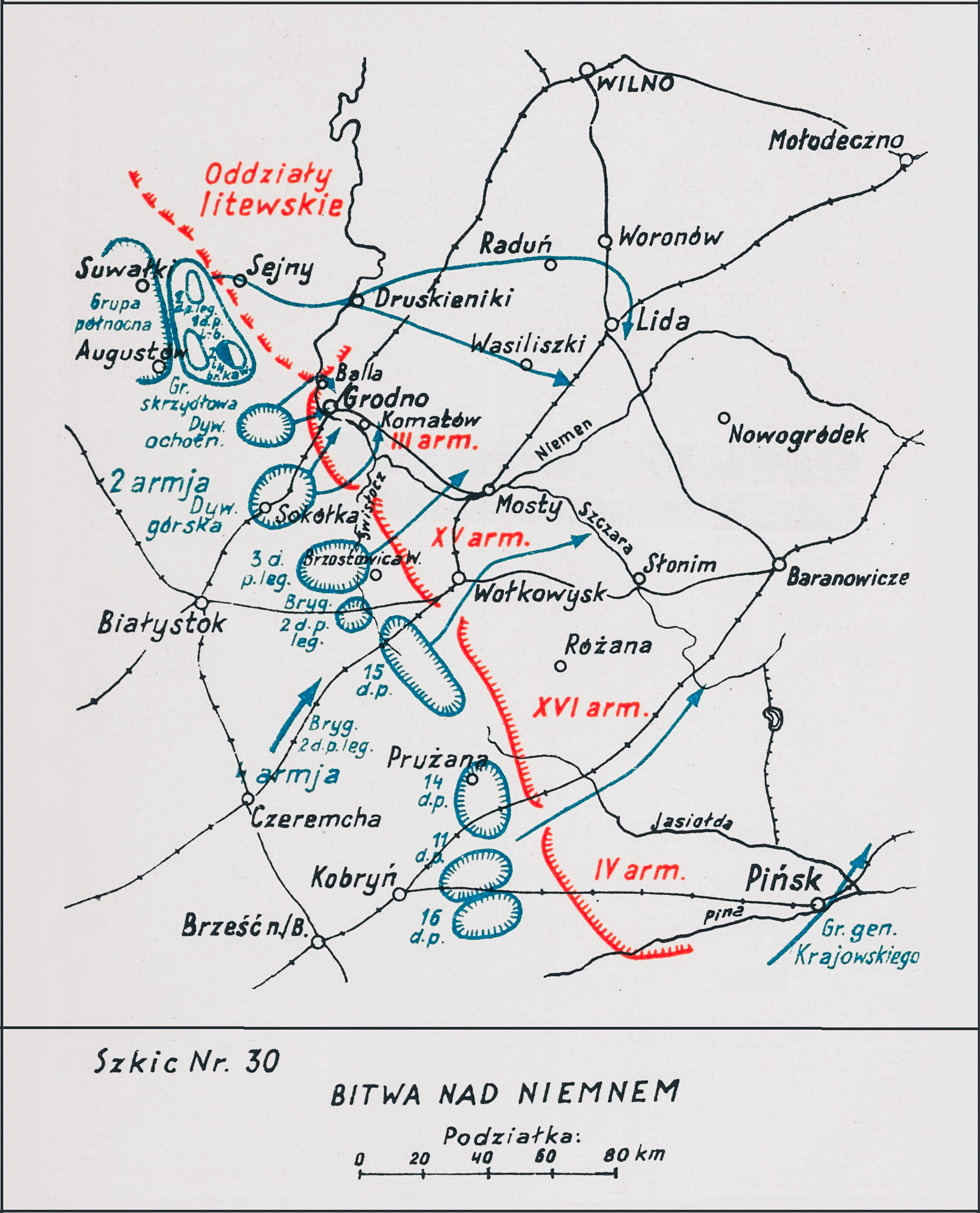
Adam Przybylski
Wojna Polska 1918–1921

Bitwa pod Dubrowną – część operacji niemeńskiej; walki 4 Brygadą Jazdy mjr. Zygmunta Piaseckiego z sowiecką 17 Brygadą Strzelców w czasie ofensywy jesiennej wojsk polskich w okresie wojny polsko-bolszewickiej.

## Sytuacja ogólna
Realizując w drugiej połowie sierpnia 1920 operację warszawską, wojska polskie powstrzymały armie Frontu Zachodniego Michaiła Tuchaczewskiego. 1 Armia gen. Franciszka Latinika zatrzymała sowieckie natarcie na przedmościu warszawskim, 5 Armia gen. Władysława Sikorskiego podjęła działania ofensywne nad Wkrą, a ostateczny cios sowieckim armiom zadał marszałek Józef Piłsudski, wyprowadzając uderzenie znad Wieprza. Zmieniło to radykalnie losy wojny. Od tego momentu Wojsko Polskie było w permanentnej ofensywie.
Po wielkiej bitwie nad Wisłą północny odcinek frontu polsko-sowieckiego zatrzymał się na zachód od linii Niemen – Szczara. Na froncie panował względny spokój, a obie strony reorganizowały swoje oddziały. Wojska Frontu Zachodniego odtworzyły ciągłą linię frontu już 27 sierpnia. Obsadziły one rubież Dąbrówka – Odelsk – Krynki – Grodno – Grodek – Kamieniec Litewski. Stąd Tuchaczewski zamierzał przeprowadzić koncentryczne natarcie na Białystok i Brześć, by dalej ruszyć na Lublin. Uderzenie pomocnicze na południu miała wykonać między innymi 1 Armia Konna Siemiona Budionnego.
Reorganizując siły, Naczelne Dowództwo Wojska Polskiego zlikwidowało dowództwa frontów i rozformowało 1. i 5. Armię. Na froncie przeciwsowieckim rozwinięte zostały 2., 3., 4. i 6. Armia.
10 września, na odprawie w Brześciu ścisłych dowództw 2 i 4 Armii, Józef Piłsudski nakreślił zarys planu nowej bitwy z wojskami Frontu Zachodniego. Rozpoczęły się prace sztabowe nad planem bitwy niemeńskiej. Pomyślana ona była jako pewna kontynuacja operacji warszawskiej, przy założeniu, że jej celem będzie ostateczne rozgromienie wojsk rosyjskiego Frontu Zachodniego.
Myślą przewodnią było związanie głównych sił przeciwnika w centrum poprzez natarcie w kierunku na Grodno i Wołkowysk. Jednocześnie północna grupa uderzeniowa, skoncentrowana na lewym skrzydle 2 Armii, miała szybkim marszem przeciąć skrawek terytorium litewskiego i wyjść na głębokie tyły oddziałów Armii Czerwonej, zaangażowanych w bój o Grodno i Wołkowysk.
27 września 1 Dywizja Piechoty Legionów i 4 Brygada Jazdy ruszyły w kierunku na Lidę. Oddziały polskie wyprzedziły cofające się spod Grodna siły główne 3 Armii Władimira Łazariewicza; 1 DP Leg. uderzyła na Lidę od zachodu i zdobyła ją, a 4 Brygada Jazdy otrzymała rozkaz obejścia miasta od wschodu i niszczenia oddziałów, którym udało się ujść z kleszczy okrążenia.

## Walki pod Dubrowną
Wykonując głębokie obejście, 4 Brygada Jazdy mjr. Zygmunta Piaseckiego trafiła pod Dubrowną na odpoczywającą w lesie kolumnę sowiecką, złożoną z części 17 Brygady Strzelców i trzech sotni Kozaków.
Chcąc wykorzystać element zaskoczenia, dowódca brygady zarządził szarżę 7. i 16 pułkiem ułanów. Sowieci nie dali się jednak zaskoczyć; przerwali odpoczynek i wyszli z lasu wprost przed szarżujący 7 pułk ułanów. Piechota sowiecka rozwinęła się do walki i otworzyła ogień z broni maszynowej. Jednak impet 7 pułku ułanów spowodował, że sowieccy strzelcy zostali odrzuceni do lasu. Tam doszło do walki wręcz. Na pomoc ułanom 7 p.uł. przybyły dwa spieszone szwadrony 16 pułku ułanów i wspólnie, w ciągu kilku minut, zmuszono sowieckich piechurów do złożenia broni, a sotnie kozackie ratowały się ucieczką.

## Bilans walk
Szarża pod Dubrowną zakończyła się zwycięstwem pułków 4 Brygady Jazdy. Straty polskie to dwóch poległych i sześciu rannych, sowieckie to około stu poległych i rannych oraz przeszło czterystu jeńców.
Ponadto z niewoli odbito około 150 żołnierzy 4 pułku strzelców podhalańskich.